# هيروشي ياماموتو (نبال)
هيروشي ياماموتو (باليابانية: 山本博 ) (و. 1962  م) هو نبّال ياباني، ولد في يوكوهاما، شارك في الألعاب الأولمبية الصيفية 2004، والألعاب الأولمبية الصيفية 1992، والألعاب الأولمبية الصيفية 1996، والألعاب الأولمبية الصيفية 1988، والألعاب الأولمبية الصيفية 1984، وArchery at the 1984 Summer Olympics – Men's individual ‏، ودورة الألعاب الآسيوية 1986، ودورة الألعاب الآسيوية 1990، ودورة الألعاب الآسيوية 1994، ودورة الألعاب الآسيوية 1982، ودورة الألعاب الآسيوية 1998، ودورة الألعاب الآسيوية 2002، ونبالة في الألعاب الأولمبية الصيفية 2004 – رجال فردي ‏.

## التعليم
تعلم في جامعة نيبون لعلوم الرياضة، وHirosaki University ‏.

## روابط خارجية
- هيروشي ياماموتو على موقع الاتحاد الدولي للرماية بالسهام (الإنجليزية)
- هيروشي ياماموتو على موقع أوليمبيديا (الإنجليزية)